# خافيير مارتينيز كالفو
خافيير مارتينيز كالفو (بالإسبانية: Javier Martínez Calvo) هو لاعب كرة قدم إسباني، ولد في 22 ديسمبر 1999 في أولفيغا في إسبانيا. لعب مع أوساسونا.

## وصلات خارجية
- خافيير مارتينيز كالفو على موقع قاعدة بيانات كرة القدم.إي يو (الإنجليزية)
- خافيير مارتينيز كالفو على موقع Soccerway.com (الإنجليزية)